# Rio São Jerónimo
Rio São Jerónimo är ett vattendrag i Brasilien.   Det ligger i delstaten Paraná, i den södra delen av landet, 1 200 km söder om huvudstaden Brasília.
I omgivningarna runt Rio São Jerónimo växer i huvudsak städsegrön lövskog. Runt Rio São Jerónimo är det mycket glesbefolkat, med 6 invånare per kvadratkilometer.